# این جادو است
این جادو است (هندی: ये है जलवा)یا جلوه عشق فیلمی هندی به کارگردانی دیوید داوان است که در سال ۲۰۰۲ منتشر شد. از بازیگران آن می‌توان به سلمان خان، ریشی کاپور، آمیشا پاتل، پونام دیلون، راتی آگنیهوتری، قادر خان، انوپم کهیر، شاراد کاپور، کیران کومار، جاسپال بهاتی اشاره کرد.

## داستان
راج(سلمان خان) پسری است که هیچ‌گاه پدرش را ندیده است و پدرش مادر او را پیش از به دنیا آمدن او ترک کرده است. تا اینکه او تصویر راجش پوریشتام میتال(ریشی کاپور) که یک تاجر ثروتمند است را در تلویزیون می‌بیند و می‌فهمد این پدرش است. او برای دیدار با میتال به لندن می‌رود اما او که خودش صاحب زن و فرزند است راج را به عنوان پسرش نمی‌پذیرد.
راج تصمیم می‌گیرد زندگی راجش میتال را به هم بریزد و خانواده او را از هم بپاشد. میتال هر کاری می‌کند تا راج را دست به سر کند اما او او هر بار بازمی‌گردد. راجیش میتال فکر می‌کند که راج چشم به ثروت او دارد اما بعد از مدتی می‌فهمد راج در هند فرد ثروتمندی است و به خاطر ثروت اینجا نیامده است. در یک تیراندازی با خواستگار دختر میتال کلیه راجیش میتال آسیب می‌بیند اما هیچ‌یک از فرزندان او حاضر به اهدای کلیه خود نیستند اما راج مخفیانه کلیه اش را به پدرش اهدا می‌کند، در پایان راج که عاشق خانواده پدرش شده دلش نمی‌آید تا این خانواده را دچار مشکل کند برای همین پس از اهدای کلیه اش می‌خواهد مخفیانه از آنجا برود اما پدرش سر می‌رسد و بالاخره ماجرا را برای خانواده اش تعریف می‌کند.